# Theodoro Peckolt
Theodoro Peckolt (1822 - 1912) foi um farmacêutico e naturalista alemão. Estudou pioneiramente a flora do Rio de Janeiro desde 1847 enviando exemplares de plantas e sementes para o botânico Carl Friedrich Philipp von Martius que estava na Alemanha. Publicou diversos periódicos e livros com estudo de aproximadamente seis mil plantas. Permaneceu no Brasil durante 65 anos.